# Szomaházy István
Szomaházy István, névváltozat: Szomaházi, eredeti neve Steiner Arnold (Veszprém, 1864. február 28. – Budapest, Terézváros, 1927. november 10.) író, hírlapíró.

## Pályája
Apja, Steiner Fülöp Veszprémben volt kereskedő, anyja Bojnitzer Fanni volt. Tanulmányait szülővárosában és Budapesten végezte. 1881-től újságíróként előbb a Nemzetnél, majd a Pesti Naplónál, a Magyar Hírlapnál, Kiss József A Hét című lapjánál dolgozott. Később más fővárosi lapokba is cikkeket írt.
Kisebb írásokkal először tizenhat éves korában a Vasárnapi Ujságban mutatkozott be, ahol azután hosszabb elbeszélései is megjelentek. Franciás könnyedségű, ötletes és nagyon termékeny elbeszélő volt. Összesen háromszáznál több elbeszélést és tárcát, továbbá mintegy kétszáz humoros cikket írt. A könnyű szórakoztatásnál nem is akart többet elérni. Gyakran mutatta be a pesti zsidóság jellemző alakjait, a nagyváros új típusait, különösen az emancipált dolgozó nőket. Az eszményített doktorkisasszonyok, az írógépes hivatalnokleányok az ő megvilágításában mindig nagyon sikeres, kedves hölgyek. Nagyvárosi romantikáját derűs humor és enyhe irónia tette még népszerűbbé. Halálát tüdőrák okozta. A Kozma utcai izraelita temetőben nyugszik (5B-11-17).

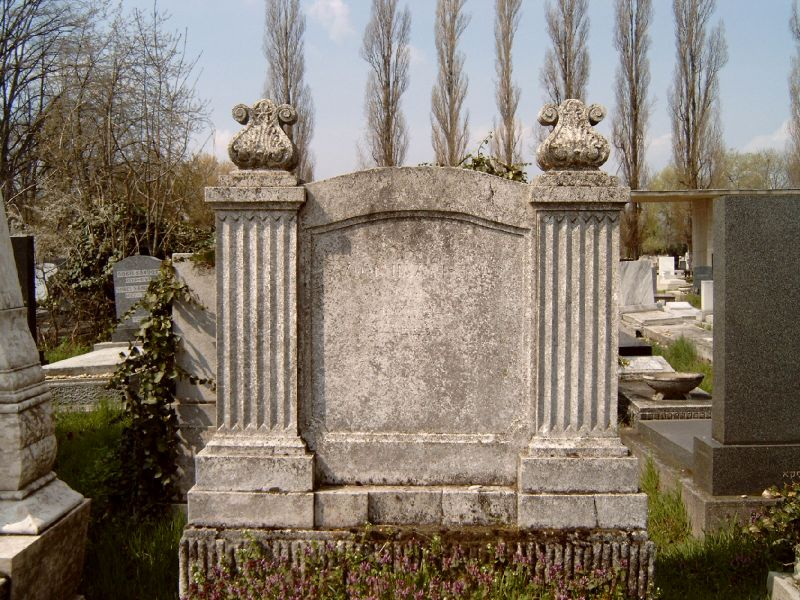
Sírja a Kozma utcai izraelita temetőben 2008-ban

Cikkei a Veszprémben, a Pesti Naplóban, a Nemzetben, a Pesti Hírlapban, a Budapesti Hírlapban, az Ország-Világban, A Hétben, a Kakas Mártonban és más lapokban jelentek meg.

## Munkái

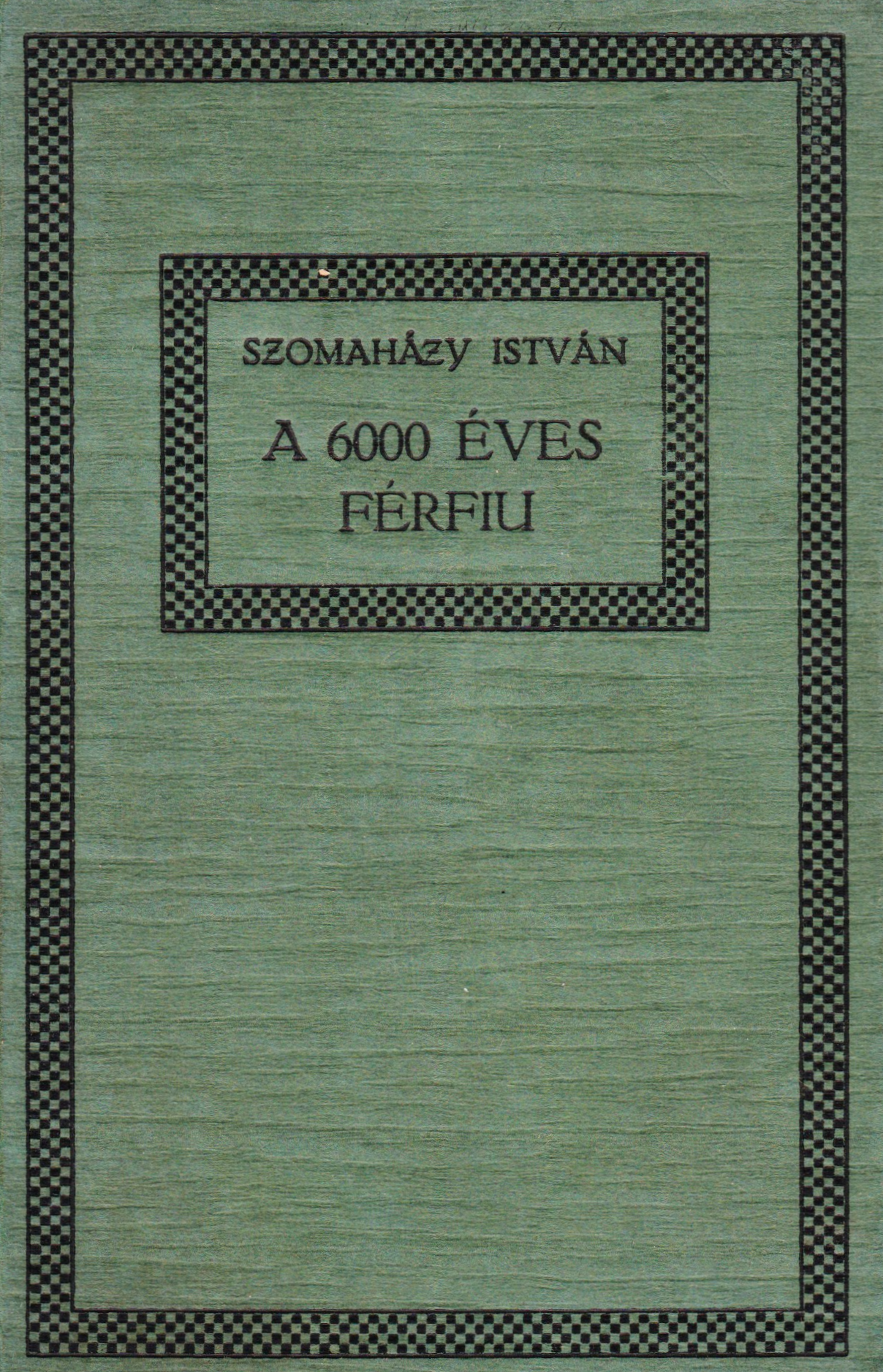
A hatezeréves férfiú

- Szöktetés a zárdából és egyéb elbeszélések (Budapest, 1887)
- A nyiri pajtások. A miniszter kastélyában (Budapest, 1889)
- Az ujság. A hírlapírás műhelyéből (Budapest, 1893)
- Huszonnégy óra (elbeszélések, Budapest, 1894)
- A Clairette keringő és egyéb elbeszélések (Budapest, 1895)
- Nyári felhők (elbeszélések, Budapest, 1896)
- Légyott hármasban és egyéb történetek (Budapest, 1897)
- Hófúvás, vígjáték egy felvonásban (Budapest, 1897)
- Biarritz és Társa és egyéb elbeszélések (Budapest, 1897)
- A hatezeréves férfi és más történetek (Budapest, 1898)
- Ella kisasszony ötlete és más elbeszélések (Budapest, 1898)
- Páratlan szerdák (regény, Budapest, 1899)
- Déli korzó (elbeszélések, Budapest, 1900)
- A színház. Utazás a papírsziklákon és a vászonerdőkön át (Budapest, 1901)
- Aprópénz (Budapest, 1902)
- Elhibázott élet (Budapest, 1902)
- Két cigaretta között (Budapest, 1903)
- Előadások a feleségképző akadémián (Budapest, 1904)
- Mesék az írógépről (regény, Budapest, 1905)
- Kemény doktor karrierje (Budapest, 1905)
- A méltóságos asszony (Budapest, 1906)
- Aranyköd (Budapest, 1909)
- Dr Kaposi Márta (regény, Budapest, 1909)
- Lila test, sárga sapka (regény, Budapest, 1909)
- Kulinyi Ernő–Szomaházy István–Tábori Kornél: A háborús Pest. 80 víg eset; Vidám Könyvtár, Budapest, 191? (Vidám könyvtár)
- Pásztor Árpád–Szomaházy István–Tábori Kornél: Pesti krónika; A Nap Ny., Budapest, 1910 (Vidám könyvtár)
- Kolonics házassága (regény, Budapest, 1910)
- A Sas-utca (regény, Budapest, 1911)
- Pásztor Árpád–Szomaházy István–Tábori Kornél: Turfhumor. 47 víg eset; Nap Ny., Budapest, 1911 (Vidám könyvtár)
- Szomaházy István–Tábori Kornél: Kártyahumor. 56 víg história; Nap Ny., Budapest, 1911
- Bródy Miksa–Tábori Kornél–Szomaházy István: Börzehumor. Víg apróság; A Nap Ny., Budapest, 1912 (Vidám könyvtár)
- Szini Gyula–Szomaházy István–Tábori Kornél: Útközben. Anekdoták, víg esetek, autón, hajón, villamoson, fürdőhelyen, vasutakon; A Nap Ny., Budapest, 1913 (Vidám könyvtár)
- Prof Villányi (regény, Budapest, 1914)
- Szomaházy István–Tábori Kornél: Hadihumor. Víg apróság; Nap Ny., Budapest, 1916 (Vidám könyvtár)
- A muzsikáló óra (Budapest, 1917)
- Ágota férjhez megy (regény, Budapest, 1918)
- Bródy Miksa–Szomaházy István–Tábori Kornél: Kis tréfák; Révai Ny., Budapest, 1919 (Vidám könyvtár. Új sorozat)
- A csipkeverő leány (regény, Budapest, 1921)
- Januári rege és más komédiák (egyfelvonásos színművek, Budapest, 1925)

## Külső hivatkozások
- Szomaházy István művei a MEK-ben